# Botanisk taksonomi
Botanisk taksonomi er principperne bag klassifikationen af alle kendte planter. 'Taksonomi' kommer fra det græske "ταξινομία", dvs. en sammensætning af taxis = "orden" og nomos = "lov" (altså en ordenslov eller et inddelingsprincip). En enhed i en taksonomi (f.eks. en planteart eller -slægt eller -orden) betegnes et taxon, flertal taxa.
Planternes nugældende taksonomi er en videreudvikling af den Linnéske taxonomi, som er baseret på et system udarbejdet af den svenske videnskabsmand Carl von Linné i hans værk Species Plantarum. 
Den moderne plantetaksonomi bygger på omhyggelige undersøgelser af bestemte dele af DNA'et i planternes mitokondrier. På det grundlag er man i gang med at kontrollere den Linné'ske taksonomi, som i store træk viser sig at holde. I visse af de højere inddelinger, som f.eks. ordener og familier, har dog været nødsaget til at foretage ret betydelige omrokeringer, i takt med, at de fylogenetiske slægtskabsforhold er blevet afklaret. Den seneste revision af denne klassificering er fra 2009 (se Angiosperm Phylogeny Group)

## Identificering og klassificering
Plantetaksonomien har to mål: identificering og klassificering af planter. Det er vigtigt at skelne mellem disse to mål, men det overses ofte.
Det at identificere planter er at blive klar over en ukendt plantes identitet ved sammenligning med tidligere indsamlede eksemplarer og ved hjælp af bøger eller bestemmelsesnøgler. Ved afslutningen af identificeringsprocessen har det ukendte eksemplar fået tildelt et navn, og når det er sket, kender man dens egenskaber og øvrige data.
Det at klassificere planter er at anbringe velkendte arter i grupper eller kategorier, som viser forskellige grader af beslægtethed. En videnskabelig klassifikation overholder et system af regler, som standardiserer resultaterne og anbringer forskellige kategorier i et hierarki. For eksempel klassificerer man Lilje-familien på følgende måde:
- Rige: Planter (Plantae)
- Afdeling: Dækfrøede planter (Magnoliophyta)
- Klasse: Enkimbladede (Liliopsida)
- Orden: Lilje-ordenen (Liliales)
- Familie: Lilje-familien (Liliaceae)
- Slægter : ... ...
- Arter : ... ...

Klassifikation af planter frembringer et organiseret system for navngivning og katalogisering af fremtidige eksemplarer, og ideelt set skulle det også afspejle videnskabelige tanker om planternes indbyrdes slægtsforhold.